# Вимоги до етикетування харчових продуктів
Ця стаття базується на положеннях Закону України «Про безпечність та якість харчових продуктів» і стосується вимог до етикетування харчових продуктів в Україні.
Усі харчові продукти, що знаходяться в обігу в Україні, етикетуються державною мовою України та містять у доступній для сприймання споживачем формі інформацію про:
1. назву харчового продукту;
2. назву та повну адресу і телефон виробника;
3. адресу потужностей (об'єкта) виробництва;
4. для імпортованих харчових продуктів — назву, повну адресу і телефон імпортера;
5. кількість нетто харчового продукту у встановлених одиницях вимірювання (вага, об'єм або поштучно);
6. склад харчового продукту у порядку переваги складників, у тому числі харчових добавок та ароматизаторів, що використовувались у його виробництві;
7. калорійність та поживну цінність із вказівкою на кількість білка, вуглеводів та жирів у встановлених одиницях вимірювання на 100 грамів харчового продукту;
8. кінцеву дату споживання «Вжити до» або дату виробництва та строк придатності;
9. номер партії виробництва;
10. умови зберігання та використання, якщо харчовий продукт потребує певних умов зберігання та використання для забезпечення його безпечності та якості;
11. застереження щодо споживання харчового продукту певними категоріями населення (дітьми, вагітними жінками, літніми людьми, спортсменами та алергіками), якщо такий продукт може негативно впливати на їх здоров'я при його споживанні.

Крім перелічених вимог, для деяких категорій харчових продуктів технічними регламентами можуть встановлюватися специфічні обов'язкові вимоги до етикетування.
Етикетування нефасованих харчових продуктів здійснюється державною мовою України у порядку, встановленому технічними регламентами для певних харчових продуктів.
Міністерство охорони здоров'я України затверджує тексти для етикетування:
- харчових продуктів для спеціального дієтичного споживання,
- функціональних харчових продуктів,
- дієтичних добавок.

Етикетки харчових продуктів, можуть містити тільки такі символи, які були затверджені міжнародними та регіональними організаціями з питань стандартизації.
Написи на етикетці харчового продукту, що представляють інтерес для споживачів та призначені запобігати шахрайству або відрізняти один харчовий продукт від іншого, такі як «повністю натуральний», «органічний», «оригінальний», «без ГМО» (генетично модифікованих організмів) тощо, та інша додаткова інформація, підлягає перевірці.